# مفنسین
مفنسین (انگلیسی: Mephenesin) یک شل کننده عضلانی با اثر مرکزی است. می توان از آن به عنوان پادزهر برای مسمومیت با استریکنین استفاده کرد. اما مفنزین با معایب عمده اثر کوتاه مدت و تأثیر بسیار بیشتر بر روی نخاع نسبت به مغز همراه است، که منجر به افسردگی شدید تنفسی در دوزهای بالینی و در نتیجه شاخص درمانی بسیار پایین می شود. به ویژه در ترکیب با الکل و سایر داروهای افسردگی خطرناک و بالقوه کشنده است. مفنسین دیگر در آمریکای شمالی موجود نیست، اما در ایتالیا و چند کشور دیگر استفاده می شود. استفاده از آن تا حد زیادی با داروی مرتبط متوکاربامول جایگزین شده است که بهتر جذب می شود.